# River of Dreams
| 전문가 평가         | 전문가 평가 |
| 평가 점수           | 평가 점수   |
| 출처                | 점수        |
| ------------------- | ----------- |
| 올뮤직              | [ 1 ]       |
| 데저레트 뉴스       | (Positive)  |
| 엔터테인먼트 위클리 | (A-)        |
| 로스앤젤레스 타임스 | [ 4 ]       |
| 뉴욕 타임스         | (Not rated) |
| 롤링 스톤           | [ 6 ]       |

《River of Dreams》(리버 오브 드림즈)는 미국의 싱어송라이터 빌리 조엘의 열 두번째 정규 앨범으로 1993년 8월 10일 발매되었다. 그는 이번 음반을 끝으로 라이브 음반과 주형기가 연주한 기악 음반에 참여한 것을 제외하고는 더 이상 음반 작업을 하지 않는다. 《River of Dreams》에서 빌리 조엘은 이전 음반보다 훨씬 더 진지한 음색을 보여주었으며, 신뢰와 오랜 사랑과 같은 문제들을 다루었다. 신뢰와 배신이라는 주제, 특히 〈A Minor Variation〉와 〈The Great Wall of China〉의 가사 일부는 수백만 달러를 횡령하고 이를 은폐하기 위해 수상한 회계를 했다고 알려진 빌리 조엘의 전직 매니저이자 전처의 형인 프랭크 웨버와의 법적 분쟁에서 비롯된 것으로 전해진다.
음반 표지는 빌리 조엘의 당시 부인이었던 크리스티 브링클리가 그린 그림이다. 이 표지는 1993년 롤링 스톤으로부터 "The Best Album Cover of the Year"(올해 최고의 음반 표지) 최우수 작품상을 수상했다.
타이틀 곡의 뮤직 비디오는 2018년 4월 6일 기준으로 유튜브 조회수 2000만 건 이상을 기록했다.

## 수록곡
모든 수록곡은 빌리 조엘에 의해 작곡되었다.
사이드 1
1. 〈No Man's Land〉 – 4:48
2. 〈The Great Wall of China〉 – 5:45
3. 〈Blonde Over Blue〉 – 4:55
4. 〈A Minor Variation〉 – 5:36
5. 〈Shades of Grey〉 – 4:10

사이드 2
1. 〈All About Soul〉 – 5:59
2. 〈Lullabye (Goodnight, My Angel)〉 – 3:34
3. 〈The River of Dreams〉 – 4:05
4. 〈Two Thousand Years〉 – 5:19
5. 〈Famous Last Words〉 – 5:01